# Pardosa luctinosa
Pardosa luctinosa är en spindelart som beskrevs av Simon 1876. Pardosa luctinosa ingår i släktet Pardosa och familjen vargspindlar.

## Underarter
Arten delas in i följande underarter:
- P. l. etsinensis
- P. l. marina